# Tuna al-Dżabal
Tuna al-Dżabal – miejscowość w Egipcie, w muhafazie Al-Minja. W 2006 roku liczyła 16 126 mieszkańców.